# Liar's Dice (jogo)
Liar's Dice  é um jogo de dados recreativo de domínio público.
O jogo ganhou notoriedade fora dos EUA após aparecer no jogo Red Dead Redemption e no filme Pirates of the Caribbean: Dead Man's Chest.
Também pode ser jogado com Poker de Dados, que difere das versões comercializadas em que os jogadores só declaram o valor de sua própria mão (ao contrário de todos os dados estarem em jogo), usando os valores de poker.

## Objetivo
O objetivo é ser o último jogador com pelo menos um dado na mesa.
Cada jogador recebe um copo com 5 dados. O copo é tampado com a mão, chacoalhado e virado de ponta cabeça na mesa. Cada jogador só pode ver os seus dados.
Os jogadores devem acusar um número de dados de uma determinada face na mesa. Exemplo, eu olho no meu copo e caí com 2, 3, 1, 4, 4. Uma aposta sensata é acusar que existem pelo menos 2 quatros na mesa. Então o jogador seguinte deve dizer um número maior que 2 de alguma face (ele é obrigado a acusar pelo menos 3 de qualquer face), acusar o Blefe ou "Spot-on".
Quando você acha que não, não existem pelo menos o número de dados que seu adversário acusou (exemplo, ele acusa pelo menos 5 seis na mesa e você acha que tem menos) você poderá dizer que foi um Blefe. Se você fizer isso, todos os copos são levantados e o número de dados é contado. Se houverem menos de 5 seis na mesa (nessa situação exemplo) a pessoa que acusou esse número perde um dado. Se o adversário estiver correto, existirem 5 seis ou mais na mesa, você perde um dado por acusar um Blefe falso.
Porém, se você achar que existe exatamente a quantidade que seu adversário sugeriu, você pode acusa-lo de olhar. Como no Blefe, esse tipo de acusação encerra a rodada e os copos são levantados. Se na mesa estiverem mais (ou menos) dados do que seu adversário sugeriu, você perde um dado. Se tiver exatamente aquela quantidade, o adversário perde um dado.

## Ver Também
- Call My Bluff - Versão comercial deste jogo.